# Lykershausen
Lykershausen är en kommun och ort i Rhein-Lahn-Kreis i det tyska förbundslandet Rheinland-Pfalz. Lykershausen, som för första gången nämns i ett dokument från år 1110, har cirka 200 invånare.
Kommunen ingår i kommunalförbundet Verbandsgemeinde Loreley tillsammans med ytterligare 21 kommuner.